# کارت پستال از سرزمین هیچ‌کس
کارت پستال از سرزمین هیچ‌کس (به انگلیسی: Postcards from No Man's Land) رمانی است که توسط آیدان چیمبرز نویسنده بریتانیایی برای نوجوانان نوشته شده و در سال ۱۹۹۹ توسط انتشارات بادلی‌هد منتشر شده‌است. دو داستان بین ۱۹۹۴ و ۱۹۴۴ در آمستردام اتفاق می‌افتد. یکی از داستان‌ها در مورد پسر ۱۷ ساله‌ای به نام یاکوب تاد است که در پنجاهمین سالگرد نبرد آرنهم، که پدربزرگش در آن جنگیداز آمستردام، دیدن می‌کند. داستان دیگر در مورد گرتروی ۱۹ ساله در اواخر اشغال هلند توسط آلمان است. این پنجمین رمان از شش رمانی بود که چیمبرز آنها را سری رقص می‌نامید و با زنگ تفریح در سال ۱۹۷۸ شروع شد.
چیمبرز برنده مدال سالانه کارنگی انجمن کتابخانه شد و کتاب توسط بنده بریتانیا بهترین کتاب کودک سال شناخته شد. در سال ۲۰۰۱ گاردین آن را یکی از ده کتاب توصیه شده برای پسران نوجوان نامیدو اظهار داشت که این رمان «کاملاً خوب و خواندنی اجباری است که داستانش ۵۰ سال طول می‌کشد و دو داستان درهم تنیده از عشق، خیانت و خودشناسی است.»